# Alfred Maurstad
Alfred Jentoft Maurstad, född 26 juli 1896 på Bryggja i Davik (nuvarande Vågsøy kommun) i Sogn og Fjordane fylke, död 5 september 1967 i Oslo, var en norsk skådespelare och regissör. Han var gift med Tordis Maurstad och är far till skådespelarna Mari Maurstad och Toralv Maurstad.

## Karriär
Maurstad debuterade 1920 på Det Norske Teatret, där han spelade Jacob i Ludvig Holbergs Erasmus Montanus och Torgeir i Fossegrimen av Sigurd Eldegard. På Nationaltheatret, där han började 1931, slog han igenom som Lind i Henrik Ibsens Kærlighedens komedie och Galg-Lasse i Pär Lagerkvists Bödeln. Med titelroller i Ibsens Peer Gynt (1936) och Hans E. Kincks Driftekaren etablerade han sig som en av Nationaltheatrets huvudkrafter. Senare gestaltade han frodiga Holberg-figurer (Henrik, Arv, Erasmus), varma Bjørnson-tolkningar (Sannæs, pastor Hall) och starka Ibsen-karaktärer (Fogden i Brand, Engstrand).
Han spelade också modern dramatik, bland annat fadern i Eugene O'Neills En måne för de olycksfödda och den grekiske bonden i Leopold Ahlsens Den som vil seire, med vilken han firade sitt 40-årsjubileum. Maurstad var 1948–1950 chef för Trøndelag Teater. På Nationaltheatret iscensatte han ett flertal föreställningar, från Holbergs Den jäktade till Herren og hans tjenere av Axel Kielland.
Maurstad filmdebuterade 1926 och blev den ledande norska filmskådespelaren i norsk films "guldålder", med de vitala och uttrycksfulla huvudrollerna i Tancred Ibsens Tattarbruden (1937), Gjest Baardsen (1939) och Tørres Snørtevold (1940), och som den legendariske skidlöparen Trysil-Knut i Nordlandets våghals (1942). Han regisserade det populära filmlustspelet Herre med mustasch (1942). Maurstad var också en ledande fiolspelare, och blev 1926 den förste som spelade hardingfela i norsk radio. Han gjorde många skivinspelningar, bland annat under artistnamnet Fele-Lars.
Arnold Haukelands staty av Maurstad som Peer Gynt avtäcktes på Nordfjordeid 1977.

## Filmografi
Komplett filmografi efter IMDb och Svensk filmdatabas:

### Roller
- 1926 – Brudefärden i Hardanger
- 1932 – Fantegutten
- 1934 – Liv
- 1935 – Samhold må til (kortfilm)
- 1937 – Tattarbruden
- 1938 – Styrman Karlssons flammor
- 1938 – Vingar kring fyren
- 1939 – Gjest Baardsen – en norsk Lasse-Maja
- 1940 – Tørres Snørtevold
- 1940 – Vildmarkens sång
- 1941 – Hansen og Hansen
- 1942 – Nordlandets våghals
- 1948 – Dit vindarna bär
- 1951 – Örnarnas dal
- 1951 – Ukjent mann
- 1958 – Ut av mørket
- 1958 – Laila
- 1960 – Det store varpet

### Regi
- 1941 – Hansen og Hansen
- 1942 – Herre med mustasch